# 인베이더인베이더
〈인베이더 인베이더〉(일본어: インベーダーインベーダー 인베다 인베다[*])는 캬리 파뮤파뮤의 6번째 싱글곡으로, 2013년 5월 15일에 unBORDE(워너 뮤직 재팬)에서 발매됐다.
표제곡은 캬리가 ‘멋쟁이 인베이더’로 길에서 날뛰는 지유의 CM용으로나카타 야스타카가 적은 것이다. “멋쟁이로 세계 정복이다!”라는 패션과 음악의 융합을 컨셉트로, ‘오샤 Let's 세계 정복’‘WOWWOWWOW 예이예이예이’로 한 심플한 가사의 연호, 도중의 더브스텝적인 변화구도 넣은, 1980년대풍의복고풍으로일렉트로팝적인 칩튠으로 되어있다.
《트릭》 시리즈의 완결편 영화 《트릭 극장판: 라스트 스테이지》에서는 첫 해외에서 들뜬 주인공인 야마다 나오코가 공항에 도착해서 웬일인지 이 노래의 요점 부분을 부르기 시작하는 신이 있다.
C/W의 〈Point of view〉는 표제곡과는 대조적으로 등신대에 가까운 귀여운 듯한 팝튠이 있으며,, 캬리 자신은 “시점을 바꾼다면 보이는 세계도 변하고, 행복해지는 곡이예요”라고 소개하고 있다.
이 싱글은 음반 《뭐야 컬렉션》에서의 선행 싱글이며, 초회한정반(포토북 사양), 통상반의 2형태로 발매됐다. 타워레코드나 로손/HMV를 처음으로 하는 점포에서 구입하면, 특전으로 가게마다 그림이 다른 캔배찌(계 5종류)가 부속되어왔다.

## 수록곡
- 전체 작사 · 작곡 · 편곡: 나카타 야스타카

1. 인베이더 인베이더(インベーダーインベーダー) (4:11)
  - 지유 CM송
2. Point of view (3:34)
  - 후지 TV계 《아게루 테레비》 오프닝 테마
3. 패션몬스터 (extended mix)(ファッションモンスター（extended mix）) (4:55)